# Людина, котра кохає
«Людина, котра кохає» («L'uomo che ama») — італійська кінодрама 2008 року, знята режисером Марією Соле Тоньяцці на студії «Medusa Film».

## Зміст
У Роберто, сорокалітнього чоловіка, є дві кохані жінки. Він постійно в емоційному русі. Він пробує на смак різні емоції — і пряні, і солодкі, і гострі, і гіркі. Одночасний герой двох любовних історій, Роберто змушує події розвиватися, а іноді з головою занурюється в уже існуючі. Він намагається знайти відповіді через внутрішнє переживання ситуацій своїх знайомих. З часом він усвідомлює, що ж його хвилює у житті найбільше.

## У ролях
- П'єрфранческо Фавіно: Роберто
- Ксенія Раппопорт: Сара
- Моніка Беллуччі: Альба
- Маріса Паредес: доктор Кампо
- Мікеле Альхайке: Карло
- Глен Блекхолл: Юрій
- Арнальдо Нінчі: Вітторіо
- П'єра Дельї Еспості: Джулія

## Знімальна група
- Режисерка: Марія Соле Тоньяцці
- Сценарій: Іван Котронео, Марія Соле Тоннацці
- Продюсер: Донателла Ботті, Елізабета Олмі
- Оператор: Арнальдо Катінарі
- Монтаж: Вальтер Фасано
- Композитор: Кармен Консолі
- Художник: Тоніно Зера
- Костюми: Антонелла Каннароцці